# Acorn Electron
Acorn Electron je bila niskobužetna inačica popularnog kućnog računala BBC Micro Acorn Computers, s 32 KB RAM-a, BBC BASICom u ROM-u. Korištenjem ULA integriranih krugova, Acorn je pokušao sažeti diskretne integrirane krugove u par namjenskih krugova i s tim smanjiti cijenu krajnjeg proizvoda.

## Tehnička svojstva
Sklopovlje
- Mikroprocesor
  - MOS 6502A
  - Takt: 2Mhz/1Mhz
- Memorija
  - RAM: 32 kB
  - ROM: 32 kB, s ugrađenim BBC v2 BASIC prevoditeljem, i operacijski sustav
- Tekstualni modovi:
  - 20×32, 40×25, 40×32, 80×25, 80×32
- Grafika
  - 160×256 (4 ili 16 boja), 320×256 (2 ili 4 boja), 640×256 (2 boje), 320×200 (2 boje), 640×200 (2 boje)
- Zvuk
  - 1 kanal, 7 oktava
  - ugrađeni zvučnik